# Parafia św. Stanisława Biskupa w Lipem
Parafia Świętego Stanisława Biskupa w Lipem – parafia rzymskokatolicka znajdująca się w diecezji kaliskiej, w dekanacie Stawiszyn.